# 七二会
七二会（なにあい）は、長野市の大字かつ地域。本項ではかつて概ね同地域に所在した上水内郡七二会村（なにあいむら）についても述べる。

## 概要
長野市の西部に位置し、南に犀川が流れ、北の陣場平山までの傾斜地に集落が点在している中山間地に位置する。犀川沿いには国道19号が通り、県道長野大町線が分岐している。南北には県道戸隠篠井線が通り、中腹には県道小川長野線が東西に貫通している。犀川には笹平ダムがある。
中世は春日氏の所領であったといわれ、近世は松代藩領だった。当時は、戸隠と松代を結ぶ松代往来道が地蔵峠を通り、笹平には舟渡があった。国道19号も1985年（昭和60年）の大安寺橋の改築をはじめ、1995年（平成7年）の明治橋の改築、1997年（平成9年）の笹平トンネルの開通などの改良により、さらに交通の要所となっている。
村名「七二会」の由来は、1876年（明治9年）に、7か村と枝村の2か村が合併した意味を込めて、「七二会」と命名された。

## 人口
地域内の人口（長野市役所七二会支所管内）は692世帯 1,336人（令和5年3月1日時点）。
以下の1889年～1990年は『長野市誌 第8巻』に、2000年～は住民基本台帳の各年1月1日時点のデータに基づく。
七二会地区は純農村であったため、農業の盛衰がそのまま人口の増減に反映されやすい。1915年に人口はピークを迎え、高度経済成長期には若者の農業離れと核家族化が進行し、人口は徐々に減少に向かった。近年、そのスピードは加速し、過疎化が進行している。
- 1889年　4370人
- 1900年　4845人
- 1910年　4919人
- 1915年　5100人
- 1920年　4517人
- 1930年　4609人
- 1940年　4539人
- 1950年　4911人
- 1960年　4419人
- 1970年　3571人
- 1980年　2995人
- 1990年　2866人
- 2000年　2521人
- 2010年　2010人
- 2015年　1746人

| \| 1950年（昭和25年） \| 4,911人 \| \| \| 1960年（昭和35年） \| 4,419人 \| \| \| 1970年（昭和45年） \| 3,571人 \| \| \| 1980年（昭和55年） \| 2,995人 \| \| \| 1990年（平成2年） \| 2,866人 \| \| \| 2000年（平成12年） \| 2,521人 \| \| \| 2010年（平成22年） \| 2,010人 \| \| \| 2020年（令和2年） \| 1,465人 \| \| |         |  |
| 長野市 / 推計人口 |         |  |
| 1950年（昭和25年） | 4,911人 |  |
| 1960年（昭和35年） | 4,419人 |  |
| 1970年（昭和45年） | 3,571人 |  |
| 1980年（昭和55年） | 2,995人 |  |
| 1990年（平成2年） | 2,866人 |  |
| 2000年（平成12年） | 2,521人 |  |
| 2010年（平成22年） | 2,010人 |  |
| 2020年（令和2年） | 1,465人 |  |

## 地理

### 山岳
- 陣場平山

### 河川
- 犀川

## 沿革
- 1876年（明治9年）5月30日 - 水内郡大安寺村・岩草村・倉並村・橋詰村・笹平村・古間村・坪根村・五十平村・瀬脇村が合併して水内郡七二会村となる。
- 1879年（明治12年）1月4日 - 郡区町村編制法の施行により上水内郡の所属となる。
- 1889年（明治22年）4月1日 - 町村制の施行により、上水内郡七二会村が単独で自治体を形成。
- 1966年（昭和41年）10月16日 - 上水内郡七二会村が長野市・篠ノ井市・更級郡川中島町・信更村・信北村・埴科郡松代町・上高井郡若穂町と合併し、改めて長野市が発足。同日七二会村廃止。長野市大字七二会となる。

## 交通

### 道路
- 国道19号
- 長野県道31号長野大町線
- 長野県道86号戸隠篠ノ井線
- 長野県道401号小川長野線

## 外部サイト
- 住民自治協議会　なにあいドットコム